# Achraf Lazaar
Achraf Lazaar (in arabo أشرف لزعر‎?; Casablanca, 22 gennaio 1992) è un calciatore marocchino, difensore o centrocampista dell'Al Ittifaq.

## Biografia
Dal 5 maggio 2015, dopo più di dieci anni di residenza ininterrotta in Italia, ha acquisito la cittadinanza italiana a Vedano Olona (VA), paese in cui è cresciuto.

## Caratteristiche tecniche
Dopo aver cominciato la carriera come esterno d'attacco, ha indietreggiato la sua posizione fino a giocare da terzino sinistro, utilizzabile anche a centrocampo.

## Carriera

### Club

#### Gli inizi, Varese
In patria giocava nelle giovanili del Raja Casablanca, quindi, trasferitosi in Italia, ha dapprima militato nel Venegono, società con la Prima Squadra iscritta in Serie D (squadra in cui approda a 11 anni nel 2003), quindi passa al Varese, con la cui formazione Primavera allenata da Devis Mangia raggiunge la finale del Torneo di Viareggio 2011.
Esordisce con la prima squadra del Varese nella prima partita della stagione 2012-2013, rendendosi autore del gol che ha permesso alla sua squadra di battere il Ponte San Pietro-Isola nella partita del secondo turno di Coppa Italia disputata il 12 agosto 2012. Il 25 agosto successivo debutta in Serie B in Varese-Ascoli (2-0). Chiude la stagione con 20 presenze in campionato e due in Coppa Italia, con quell'unico gol segnato.

#### Palermo
Nella stagione successiva è titolare, ancora in Serie B, fino a quando il 31 gennaio 2014, ultimo giorno della sessione invernale di calciomercato, si trasferisce al Palermo, militante nello stesso campionato, in prestito oneroso di 300.000 euro con obbligo di riscatto fissato a 900.000 euro. Lasciata così la società biancorossa dopo 37 partite in campionato e 5 in Coppa Italia, esordisce in maglia rosanero, da titolare, l'8 febbraio 2014 in Palermo-Padova (1-0) della 24ª giornata. Diventa titolare sin da subito dei rosanero, con cui raggiunge – con annessa vittoria del campionato –  la promozione in Serie A con cinque giornate d'anticipo il 3 maggio 2014,a seguito della vittoria contro il Novara per 1-0 in trasferta. A causa della convocazione in Nazionale salta le ultime due partite della stagione chiudendo l'annata con 14 presenze.
Il 3 luglio 2014 il Palermo riscatta il giocatore dal Varese. Esordisce in Serie A il 21 settembre 2014 in Palermo-Inter (1-1). Nella stessa stagione, oltre a essere titolare sulla fascia sinistra dei rosanero, mette a segno anche il suo primo gol nella massima serie e in maglia rosanero il 14 febbraio 2015 in Palermo-Napoli (3-1), segnando la rete che sblocca il risultato da 39,53 metri di distanza dalla porta.

#### Newcastle e vari prestiti
Il 28 agosto 2016 viene acquistato a titolo definitivo dal Newcastle, con cui firma un contratto di cinque anni.
Nell'agosto dell'anno successivo passa in prestito al Benevento, squadra neopromossa per la prima volta in Serie A dopo aver vinto i play-off. Segna il suo primo gol con i sanniti il 29 ottobre del 2017 nella partita persa in casa per 1-5 contro la Lazio. Tuttavia la sua esperienza con i sanniti è negativa dato che nel girone di ritorno viene messo ai margini della rosa dall'allenatore del club Roberto De Zerbi.
Terminato il prestito fa ritorno a Newcastle; tuttavia rimane ai margini della rosa, indi per cui il 31 gennaio 2019 si trasferisce allo Sheffield Weds, squadra della seconda serie inglese, a titolo temporaneo fino alla fine della stagione.
Il 2 settembre 2019 passa in prestito al Cosenza, squadra che milita nella Serie B italiana. Il 15 dicembre seguente segna il primo gol con i silani nella sconfitta interna col Pordenone (1-2).
A fine prestito (in cui non è stato molto utilizzato) torna ai Magpies; non rientrando nei piani della società, rescinde il proprio contratto con i bianconeri il 4 febbraio 2021.

#### Watford e Portimonense
L'11 febbraio 2021 firma per il Watford.
Il 26 agosto 2021 firma per il Portimonense.

#### Novara e Al-Ittifaq
Rimasto svincolato da più di sei mesi, il 2 febbraio 2023 firma un contratto fino al termine della stagione con il Novara.
Rimasto svincolato per oltre 8 mesi, il 17 febbraio 2024 firma un contratto fino al 30 giugno 2026 con l'Al Ittifaq, squadra emiratina.

### Nazionale
Il 9 maggio 2014, fresco vincitore del campionato di Serie B 2013-2014 col Palermo, riceve la prima convocazione in Nazionale da parte del neo CT Badou Zaki per tre amichevoli dal 23 maggio al 6 giugno. Fa pertanto il suo esordio il 23 maggio nella gara vinta contro il Mozambico per 4-0, giocando tutta la partita da titolare. Gioca quindi anche le altre due amichevoli, l'8 maggio contro l'Angola (sconfitta per 2-0) e poi il 6 giugno contro la Russia (stesso punteggio).

## Statistiche

### Presenze e reti nei club
Statistiche aggiornate al 16 maggio 2023.
| Stagione             | Squadra              | Campionato           | Campionato | Campionato | Coppe nazionali | Coppe nazionali | Coppe nazionali | Coppe continentali | Coppe continentali | Coppe continentali | Altre coppe | Altre coppe | Altre coppe | Totale | Totale |
| Stagione             | Squadra              | Comp                 | Pres       | Reti       | Comp            | Pres            | Reti            | Comp               | Pres               | Reti               | Comp        | Pres        | Reti        | Pres   | Reti   |
| -------------------- | -------------------- | -------------------- | ---------- | ---------- | --------------- | --------------- | --------------- | ------------------ | ------------------ | ------------------ | ----------- | ----------- | ----------- | ------ | ------ |
| 2012-2013            | Varese               | B                    | 20         | 0          | CI              | 2               | 1               | -                  | -                  | -                  | -           | -           | -           | 22     | 1      |
| 2013-gen. 2014       | Varese               | B                    | 17         | 0          | CI              | 3               | 0               | -                  | -                  | -                  | -           | -           | -           | 20     | 0      |
| Totale Varese        | Totale Varese        | Totale Varese        | 37         | 0          |                 | 5               | 1               |                    | -                  | -                  |             | -           | -           | 42     | 1      |
| gen.-giu. 2014       | Palermo              | B                    | 14         | 0          | CI              | 0               | 0               | -                  | -                  | -                  | -           | -           | -           | 14     | 0      |
| 2014-2015            | Palermo              | A                    | 29         | 2          | CI              | 1               | 0               | -                  | -                  | -                  | -           | -           | -           | 30     | 2      |
| 2015-2016            | Palermo              | A                    | 30         | 1          | CI              | 1               | 0               | -                  | -                  | -                  | -           | -           | -           | 31     | 1      |
| ago. 2016            | Palermo              | A                    | 0          | 0          | CI              | 1               | 0               | -                  | -                  | -                  | -           | -           | -           | 1      | 0      |
| Totale Palermo       | Totale Palermo       | Totale Palermo       | 73         | 3          |                 | 3               | 0               |                    | -                  | -                  |             | -           | -           | 76     | 3      |
| set. 2016-2017       | Newcastle Utd        | FLC                  | 4          | 0          | FACup+CdL       | 3+2             | 0               | -                  | -                  | -                  | -           | -           | -           | 9      | 0      |
| ago. 2017            | Newcastle Utd        | PL                   | 0          | 0          | FACup+CdL       | 0+1             | 0               | -                  | -                  | -                  | -           | -           | -           | 1      | 0      |
| Totale Newcastle Utd | Totale Newcastle Utd | Totale Newcastle Utd | 4          | 0          |                 | 6               | 0               |                    | -                  | -                  |             | -           | -           | 10     | 0      |
| set. 2017-2018       | Benevento            | A                    | 9          | 1          | CI              | 0               | 0               | -                  | -                  | -                  | -           | -           | -           | 9      | 1      |
| gen.-giu. 2019       | Sheffield Weds       | FLC                  | 4          | 0          | FACup+CdL       | 0               | 0               | -                  | -                  | -                  | -           | -           | -           | 4      | 0      |
| set. 2019-2020       | Cosenza              | B                    | 9          | 1          | CI              | 0               | 0               | -                  | -                  | -                  | -           | -           | -           | 8      | 1      |
| 2020-feb. 2021       | Newcastle Utd        | PL                   | -          | -          | FACup+CdL       | -               | -               | -                  | -                  | -                  | FLT         | 1           | 0           | 1      | 0      |
| feb.-giu. 2021       | Watford              | FLC                  | 5          | 0          | FACup+CdL       | 0               | 0               | -                  | -                  | -                  | -           | -           | -           | 5      | 0      |
| 2021-2022            | Portimonense         | PL                   | 4          | 0          | CP+CdL          | -               | -               | -                  | -                  | -                  | -           | -           | -           | 4      | 0      |
| gen.-giu. 2023       | Novara               | C                    | 6+1        | 0          | CI-C            | 0               | 0               | -                  | -                  | -                  | -           | -           | -           | 7      | 0      |
| Totale carriera      | Totale carriera      | Totale carriera      | 151+1      | 5          |                 | 14              | 1               |                    | -                  | -                  |             | 1           | 0           | 167    | 6      |

### Cronologia presenze e reti in nazionale
| Cronologia completa delle presenze e delle reti in nazionale ― Marocco | Cronologia completa delle presenze e delle reti in nazionale ― Marocco | Cronologia completa delle presenze e delle reti in nazionale ― Marocco | Cronologia completa delle presenze e delle reti in nazionale ― Marocco | Cronologia completa delle presenze e delle reti in nazionale ― Marocco | Cronologia completa delle presenze e delle reti in nazionale ― Marocco | Cronologia completa delle presenze e delle reti in nazionale ― Marocco | Cronologia completa delle presenze e delle reti in nazionale ― Marocco |
| Data                                                                   | Città                                                                  | In casa                                                                | Risultato                                                              | Ospiti                                                                 | Competizione                                                           | Reti                                                                   | Note                                                                   |
| ---------------------------------------------------------------------- | ---------------------------------------------------------------------- | ---------------------------------------------------------------------- | ---------------------------------------------------------------------- | ---------------------------------------------------------------------- | ---------------------------------------------------------------------- | ---------------------------------------------------------------------- | ---------------------------------------------------------------------- |
| 23-5-2014                                                              | Faro                                                                   | Marocco                                                                | 4 – 0                                                                  | Mozambico                                                              | Amichevole                                                             | -                                                                      |                                                                        |
| 28-5-2014                                                              | Faro                                                                   | Angola                                                                 | 2 – 0                                                                  | Marocco                                                                | Amichevole                                                             | -                                                                      | 61’                                                                    |
| 6-6-2014                                                               | Mosca                                                                  | Russia                                                                 | 2 – 0                                                                  | Marocco                                                                | Amichevole                                                             | -                                                                      |                                                                        |
| 9-10-2014                                                              | Marrakech                                                              | Marocco                                                                | 4 – 0                                                                  | Rep. Centrafricana                                                     | Amichevole                                                             | -                                                                      | 77’                                                                    |
| 13-10-2014                                                             | Marrakech                                                              | Marocco                                                                | 3 – 0                                                                  | Kenya                                                                  | Amichevole                                                             | -                                                                      |                                                                        |
| 13-11-2014                                                             | Agadir                                                                 | Marocco                                                                | 6 – 1                                                                  | Benin                                                                  | Amichevole                                                             | -                                                                      | 83’                                                                    |
| 16-11-2014                                                             | Agadir                                                                 | Marocco                                                                | 2 – 1                                                                  | Zimbabwe                                                               | Amichevole                                                             | -                                                                      | 86’                                                                    |
| 28-3-2015                                                              | Agadir                                                                 | Marocco                                                                | 0 – 1                                                                  | Uruguay                                                                | Amichevole                                                             | -                                                                      |                                                                        |
| 12-6-2015                                                              | Agadir                                                                 | Marocco                                                                | 1 – 0                                                                  | Libia                                                                  | Qual. Coppa d'Africa 2017                                              | -                                                                      |                                                                        |
| 5-9-2015                                                               | Sao Tome                                                               | São Tomé e Príncipe                                                    | 0 – 3                                                                  | Marocco                                                                | Qual. Coppa d'Africa 2017                                              | -                                                                      |                                                                        |
| 9-10-2015                                                              | Agadir                                                                 | Marocco                                                                | 0 – 1                                                                  | Costa d'Avorio                                                         | Amichevole                                                             | -                                                                      |                                                                        |
| 12-10-2015                                                             | Agadir                                                                 | Marocco                                                                | 1 – 1                                                                  | Guinea                                                                 | Amichevole                                                             | -                                                                      | 82’                                                                    |
| 12-11-2015                                                             | Agadir                                                                 | Marocco                                                                | 2 – 0                                                                  | Guinea Equatoriale                                                     | Qual. Mondiali 2018                                                    | -                                                                      |                                                                        |
| 15-11-2015                                                             | Bata                                                                   | Guinea Equatoriale                                                     | 1 – 0                                                                  | Marocco                                                                | Qual. Mondiali 2018                                                    | -                                                                      |                                                                        |
| 27-5-2016                                                              | Tangeri                                                                | Marocco                                                                | 2 – 0                                                                  | Rep. del Congo                                                         | Amichevole                                                             | -                                                                      |                                                                        |
| 3-6-2016                                                               | Radès                                                                  | Libia                                                                  | 1 – 1                                                                  | Marocco                                                                | Qual. Coppa d'Africa 2017                                              | -                                                                      |                                                                        |
| 31-8-2016                                                              | Scutari                                                                | Albania                                                                | 0 – 0                                                                  | Marocco                                                                | Amichevole                                                             | -                                                                      | 82’                                                                    |
| 8-10-2016                                                              | Franceville                                                            | Gabon                                                                  | 0 – 0                                                                  | Marocco                                                                | Qual. Mondiali 2018                                                    | -                                                                      | 87’                                                                    |
| 12-6-2021                                                              | Rabat                                                                  | Marocco                                                                | 1 – 0                                                                  | Burkina Faso                                                           | Amichevole                                                             | -                                                                      | 67’                                                                    |
| Totale                                                                 |                                                                        | Presenze                                                               | 19                                                                     |                                                                        | Reti                                                                   | 0                                                                      |                                                                        |

## Palmarès

### Club

#### Competizioni nazionali
- Campionato italiano di Serie B: 1

Palermo: 2013-2014
- Football League Championship: 1

Newcastle: 2016-2017